# Rosario Hernández
Rosario Hernández Diéguez (Vigo, 17 de febrero de 1916 - idbem, 3 de septiembre de 1936), conocida como A Calesa, fue una sindicalista gallega.

## Trayectoria

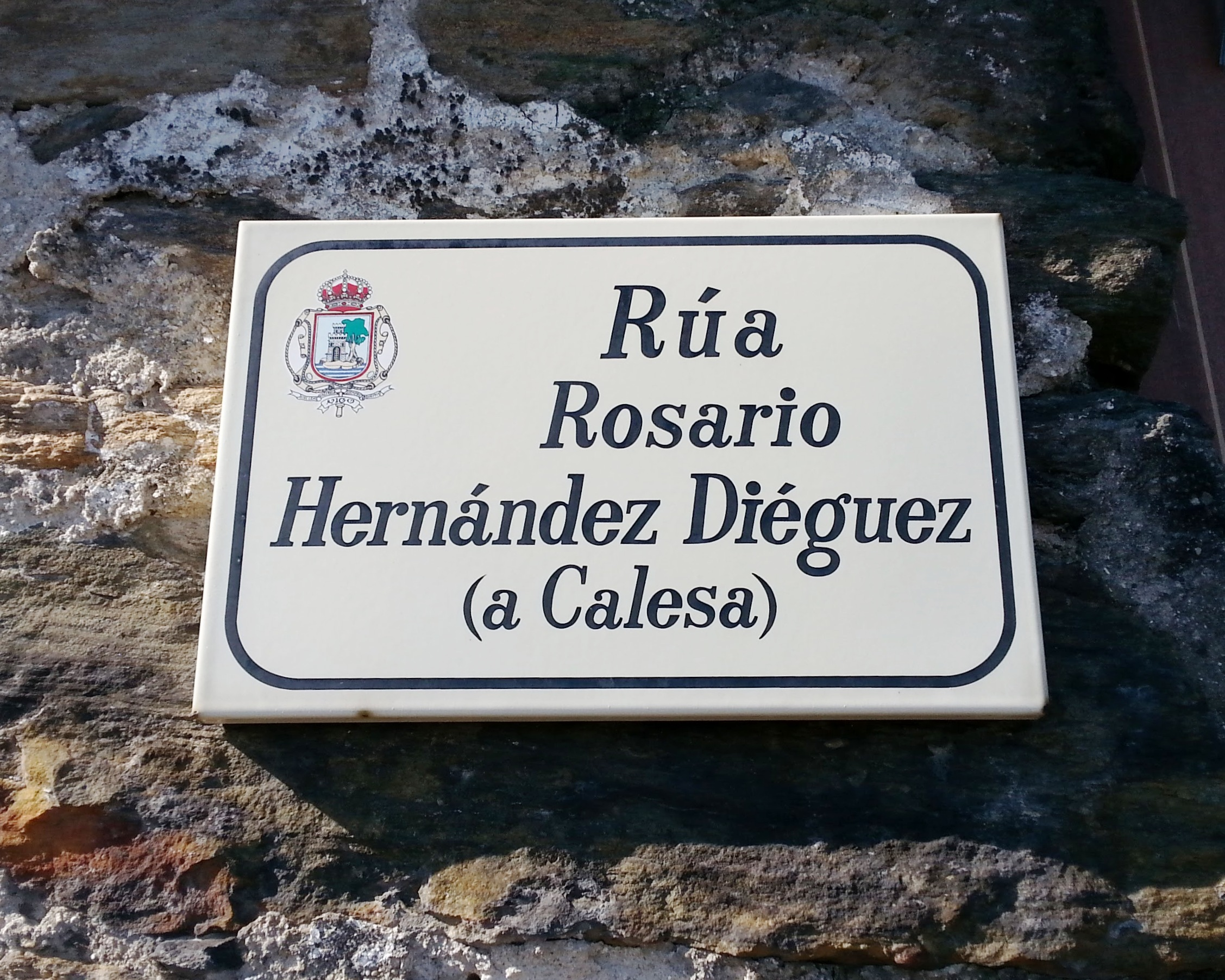
Rosario tiene una calle en Teis,Vigo.

Hija de un ferroviario anarquista. Simpatizante del PSOE. Trabajaba cómo vendedora de periódicos en el portal de la sociedad "El Gimnasio", en la calle del Príncipe. Con la sublevación del 18 de julio de 1936 huyó. Fue detenida el 3 de septiembre de 1936, torturada y asesinada en un cuartel de Falange. Su cuerpo fue fondeado en la ría de Vigo, a la altura de las Islas Cíes.